# Robert Gunning
Pour les articles homonymes, voir Gunning.
Robert Gunning, né 8 juin 1731 et mort le 22 septembre 1816, est un diplomate britannique. Il a exercé les fonctions de ministre résident puis d'envoyé extraordinaire et ministre plénipotentiaire britannique au Danemark de 1765 à 1771, en Prusse en 1771 et en Russie de 1772 à 1776. Robert Gunning est nommé chevalier de l'ordre du Bain le 9 juillet 1773 et premier baronnet d'Eltham, dans le comté du Kent le 27 octobre 1778.

## Famille
La famille Gunning est irlandaise. Roberg Gunning est le fils aîné de Robert Gunning et de Catherine Edwards. La lignée familiale remonte à Richard Gunning, oncle de Peter Gunning, évêque d’Ely, installé en Irlande à l’époque de Jacques Ier d'Écosse.
Le 27 mars 1752, Robert Gunning épouse Elizabeth, fille de John Harrison de Grantham, de laquelle il n'a pas d'enfants.
En 1757, il épouse en secondes noces  Anne, fille de Robert Sutton de Scofton, Nottinghamshire. Le couple a un fils, George William, qui hérite du titre de son père, ainsi que deux filles, Charlotte Margaret, demoiselle d'honneur de la reine Charlotte, et Barbara Evelyn Isabella.
Robert Gunning achète en 1782 une résidence à Horton (en) dans le Northamptonshire, en Angleterre.

## Services diplomatiques
Robert Gunning entre dans le service diplomatique et, le 23 novembre 1765, est nommé ministre résident à la cour du Danemark où il arrive en avril de l'année suivante. Ses instructions sont d'assister l'envoyé extraordinaire et ministre plénipotentiaire, Walter Titley (en), et d'informer le gouvernement britannique de tout événement. Il semble avoir exercé ses fonctions avec constance, tact et habileté. À la mort de Titley, le 27 février 1768, il lui succède dans les fonctions d'envoyé extraordinaire et de ministre plénipotentiaire. 
Le 13 avril 1771, il est nommé envoyé extraordinaire et ministre plénipotentiaire à la cour de Prusse, mais ne quitte Copenhague que fin juin, pour rejoindre Berlin le mois suivant. Le 13 décembre, il est muté avec le même rang à la cour de Russie, où il arrive au début du mois de juin suivant. Ses instructions, datées du 28 mai 1772, sont de proposer les services du gouvernement britannique en tant que médiateur entre la Russie et l'Empire ottoman, en vue de la conclusion d'un traité de paix, et de soutenir la politique de l'impératrice Catherine II en Pologne, tout en veillant à la tolérance envers l'église grecque et d'autres religions dissidentes. 
Robert Gunning est chargé par la suite de solliciter le soutien de l'impératrice à la ville de Dantzig dans son différend avec Frédéric II, roi de Prusse), accusé de demander des redevances exorbitantes pour l'utilisation du port de Dantzig, qui lui a été cédé sans la ville lors du partage de Pologne. Gunning est plusieurs fois reçu par les ministres des Affaires étrangères russes sur le sujet, mais n'obtient que des réponses évasives. Il est en revanche toujours traité avec égards par l'impératrice elle-même, qui l'admet fréquemment à sa table et à des audiences privées.   
Le roi George III apprécie la manière dont Robert Gunning s'acquitte de ses fonctions, et le nomme, le 2 juin 1773, comme chevalier compagnon de l'ordre du Bain. Il propose à l'Impératrice de l'investir des insignes de l'ordre. Elle y consent et choisit le 9 juillet, anniversaire de sa propre accession au trône, pour la cérémonie. À la fin de celle-ci, elle lui donne l'épée à pommeau d'or sertie de diamants avec laquelle elle l'a fait chevalier.  
À l'été de 1775, Robert Gunning est chargé de demander au ministre des Affaires étrangères de Russie, Nikita Panine, s'il serait possible d'obtenir des troupes russes pour intervenir en cas de nécessité en Amérique du Nord. Gunning reçoit des réponses encourageantes de Panine, puis de l'impératrice elle-même. Peu après, une négociation est ouverte sur un contingent de vingt mille fantassins russes complètement équipés, à l'exception de leurs pièces de campagne, placés sous le commandement d'un général anglais et transportés au Canada par des navires anglais pour combattre contre les États révoltés. 
La négociation est rompue à suite de la demande du gouvernement britannique que les principaux officiers du contingent prêtent un serment d’allégeance à la couronne britannique. La conduite de Robert Gunning dans cette affaire a été fort appréciée par Lord Suffolk.  
En novembre 1775, Robert Gunning demande et obtient son rappel pour cause de maladie. Il meurt dans sa propriété de Horton, le 22 septembre 1816. 